# Nýrsko (stacja kolejowa)
Nýrsko – stacja kolejowa w Nýrsko, w kraju pilzneńskim, w Czechach. Położona jest na wysokości 465 m n.p.m.
Na stacji istnieje możliwość zakupu biletów na wszystkiego rodzaju pociągi oraz rezerwacji miejsc.

## Linie kolejowe
- 183 Plzeň - Klatovy - Železná Ruda-Alžbětín